# Mien Media
Mien Media은 공중파, 케이블 방송 영상 제작 전문 업체이다.

## 대표 방송 채널
- SBS CNBC
- 서울경제TV SEN

## 대표 방송 제작
- 식객남녀 잘먹었습니다 (SBS CNBC)
- 식객남녀 잘먹었습니다 2 (SBS CNBC)
- 식객남녀 잘먹었습니다 3 (SBS CNBC)

## 같이 보기
- SBS CNBC
- 서울경제TV SEN